# 学校の怪談 (テレビアニメ)
『学校の怪談』（がっこうのかいだん）は、スタジオぴえろ（現：ぴえろ）制作による日本のテレビアニメ。2000年10月22日から2001年3月25日までの間にフジテレビ系列局で放送された。平均視聴率：12.2%、最高視聴率：14.0%、最低視聴率：10.6%。

## 概要
主人公であるさつきを始めとした子供たちによるお化け・妖怪の撃退を主題として描く、意外な結末などを取り入れた作品。他のホラーアニメと異なり、特殊能力を用いたバトルなどは行われず周りに潜む怪奇性を重視した作風となっている。
前番組の終了（2000年9月17日）から本作の初回放送までに一カ月以上の空白期間があるが、これは改変時期に複数の特番放送が挟まれたことによるものである。第19話「首なしライダー!! 死の呪い」は本放送では放送されず、後日フジテレビの再放送枠で初放送が行われた。
本作の劇伴は音響スタッフに和田薫が参加していることもあり、『金田一少年の事件簿』から一部流用されている。
本作品の終了により、長年続いたフジテレビでのスタジオぴえろ制作アニメは本作が最後となった。2025年現在、フジテレビの19時台で通常放送された最後の新作アニメとなっている。
2006年にはTOKYO MXにて、2014年・2016年には千葉テレビ放送（チバテレ）にて再放送された。

## あらすじ
母を亡くし、父と共に引っ越してきた小学5年生の宮ノ下さつきと弟の宮ノ下敬一郎は、両親も通ったという天の川小学校に転入してきた。
さつきたちは学校の旧校舎に迷い込み、そこで妖怪たちに襲われてしまう。旧校舎の中でさつきの母が遺した「オバケ日記」を発見し、それに記された方法に従って妖怪の撃退に成功。だが、妖怪「天の邪鬼」をペットの猫「カーヤ」の中に誤って封印してしまう。
カーヤの中から天の邪鬼を追い出すためには旧校舎内の他の妖怪を「霊眠」させなければならないことが分かり、さつきたちは「オバケ日記」の情報を頼りに、他の妖怪たちを退治していく。

## 登場キャラクター

### 主要人物
宮ノ下 さつき（みやのした さつき）
声 - 川上とも子
本作の主人公で小学5年生。
元気が良く、口癖は「どっこいしょー！」。相手が誰（妖怪含む）であろうと真正面を向いて接しており、機転も利く（この性格は母譲りな模様）。母を亡くしているために日々の家事全般をこなしているしっかり者。料理は亡き母の直伝で餃子が得意。毎朝、新聞の折込チラシをチェックしている（本人曰く「主婦として当然」）。
誰か（特に家族）が危険に遭っている時には、相手がオバケであろうと自力で解決方法を見つける粘り強さを持つ。反面、自分が追い詰められたときには脆く（第4話）、仲間（特にハジメ）に頼ることが多い。その典型として、自分に迫ってくるメリーさんに対しては怖がる一方、父が傷つけられたと思った際には、メリーさんに激しい怒りを見せる強さを見せていた（第11話）。幼くして母親を亡くしたことが原因で、病院や看護婦といったものにトラウマを持ち、呪いの看護婦の存在を「いるわけない」と断固として信じようとしなかった（第12話）。
一方でドジで、パンツに対する隙（パンチラ）が多い。幾度もハジメにパンツを見られていることから、第5話では「見られてもいいパンツ＝見えパン」をはくことを学習した（ただし、その後の話では使用していない）。なぜか、冬でもミニスカートを履いている。また、頑張りすぎてしまうところは母親の佳耶子にも指摘されている。
運動能力が低く足がとても遅く、また、その上IT系にも弱い。ただし、第11話ではハジメにハイキックをお見舞いしている。そして絵の才能には秀でており、校内のコンクールで金賞を獲ったほか、県の展覧会にも出展されることになっていた。この辺りは母親譲りらしい（13話）。
なお、神山家の血を引くものの、霊力どころか霊感すらないため、最終的にはオバケ日記の力を借りなければならなかった。しかし、第18話では自力（ハジメや天の邪鬼の助けもあったが）で放送室の茜さんを霊眠させることに成功しているほか、最終回の逢魔との戦いでは、天邪鬼や母の霊、さらに仲間たちとの連携の末に逢魔を倒した。
宮ノ下 敬一郎（みやのした けいいちろう）
声 - 間宮くるみ
さつきの弟で小学1年生。
りんごジュースが好きで、ピーマンが嫌い。母である佳耶子への思いは幼い分だけさつきより引きずっているが、第12話にて成長した。主要キャラクターの中で最も怖がりだが、最も純粋な心の持ち主でもあり、第5話ではだっとを改心させた。黒猫カーヤを誰にもまして可愛がっており、天の邪鬼が乗り移った後もそれは変わっていない（ゆえに彼のみ、天の邪鬼になった後もカーヤと呼び続けている）。
母親代わりでもある姉を慕っており、姉が危機にさらされたピアノお化けの怪などでは、オバケとの対決時に活躍したり、ハジメの運動会の練習による厳しい指導にも途中で投げ出すことなく耐えるなど、芯の強い一面も見せる。ハジメのことも兄のように慕っており、ハバサレ怪ではハジメからテレビゲームを教わる際、あぐら座りや「また負けちゃったよ、クソ。」など、ハジメのような口調、振る舞いが目立った。外出時には熊のワンポイントの入った黄色い長靴を常に愛用している。
青山 ハジメ（あおやま ハジメ）
声 - 本田貴子
宮ノ下家の隣に住むさつきと同じクラスの少年で小学5年生。
思春期故かスケベであり、ほぼ毎回さつきのスカートをめくっては反撃を食らっている。本人曰く「根性だけならだれにも負けない」とのこと。下着は白ブリーフを着用している。
強がりを言っていても本音はオバケを怖がっている（本人は「体質だから仕方ない」と言い訳している）が、第6話ではババサレに一人で立ち向かう一面もあるため必ずしもそうとは限らない。一人っ子であるためか、敬一郎を放っておけず弟のように思っている。
ここ一番の行動力は最も高く、その行為は天の邪鬼すら驚かすほど（第5話）。人参が嫌いで、給食のときはさつきに食べてもらっている。桃子に憧れているが、それ以上にさつきの身を第一に案じ、身を挺して彼女を何度も命の危機から救っている。
実は5人の中で単独でオバケに襲われたことは1回だけである。
柿ノ木 レオ（かきのき レオ）
声 - 津村まこと
地味な顔だちの少年でさつきと同じクラスの小学5年生で、自称「校内一の心霊研究家」だが霊力どころか霊感がない。
カメラマンである父親の影響でカメラ、特撮技術、サイト運営など多様な趣味を持つ。自分の研究には自信があり、その点についてはとても負けず嫌いで努力家。常に理論理工系のしゃべり方をし、使用マシンは色違いなれどVAIOのデスクトップマシン、PHSも所有しており、本作品登場キャラクター中もっともIT系（当時は小学生がPHSなどを持つことは稀であったため）。ハジメのスカートめくりの癖に関して「その癖だけは直したほうがいい」と指摘しているものの、一度ハジメと結託してさつきのスカートの中をカメラで撮ったことがある（その時、さつきは見えパンを穿いていたが）。
家はマンション住まいで、中には現像用の暗室もある。場所はさつきやハジメの住んでいる町内とは別（第6話より）。また噂などの情報収集能力、オバケの知識は仲間内でもっとも高い。だが、厄介ごとを引き起こしたり、状況の悪化の再確認に使われることの方が多い。彼の収集してくるオバケの情報は、ピアノお化けに始まり、うつしみ、黄泉ネット、ババサレ、穴まねき、呪いの看護婦、しづ子、オバケ団地、首なしライダーなど結構正確であったりするものの、さつきたちからはあまり信用されていない。そのせいもあってか、「地獄へと続く回路 黄泉の鬼」の回ではさつきたちに「黄泉ネット」の存在を疑われ、その存在を証明するために夜を徹して自宅のパソコンでネット上のどこかにあると言われる「黄泉ネット」を探し続けたが見つけられず、睡眠不足で翌朝の登校時にはフラフラになって歩いていた。
ハジメと同様に桃子に憧れており、自分の責任で彼女が命の危機に晒されてしまった時は、必死で助けようと考えた。なお、彼のサイト名は「柿ノ木レオの心霊ファイル」。なぜか、キャッチャー用の防具も持っている。また、普段被っている帽子やパーカーなどに書かれたマークが同じである。眼鏡をかけているが、そこまで目が悪いわけではないらしい（第14話）。
恋ヶ窪 桃子（こいがくぼ ももこ）
声 - 佐久間紅美
小学6年生。体が弱い美人なお嬢様。
作品開始の1年前、転校と病気入院（聖ロザリオ病院に1年間。留年はしていない）が重なったため、同学年に友達が少なく、一学年下のさつきたちと一緒に行動することが多い。なお、佳耶子および敬一郎とは入院中に聖ロザリオ病院で会っている。少々天然でおっとりした性格。
制服風の服を好むらしく、服は夏用と冬用の両方を持っている。履いている靴はローファー。上記以外の服も着ている。
さつき程の頻度はないが、パンツを見せてしまったことがある。
「方向音痴のために携帯を持たされている」と本人は述べているが、作中では道に迷うことは全くといっていいほどなく、第11話ではハジメとレオしか知らないはずの秘密基地にどこからともなく現れた。
元から霊感があり、お化けを見慣れているせいか、驚きはするものの滅多に怖がった様子は見せない。ときに佳耶子が乗り移ることがあり、ある種、シャーマン的な能力もあるなど、謎の多いキャラクター。
最終話のエピローグで小学校を卒業し、中学生になった。
カーヤ（天の邪鬼）
声 - 中尾隆聖（天の邪鬼の声）
宮ノ下家で飼われている黒猫。右目が黄色・左目が水色のオッドアイ。
佳耶子の葬式の時に宮ノ下家に紛れてきて家族となったという経緯があり、特に敬一郎からは溺愛されている。
第1話において、さつきたちが天の邪鬼の霊眠に失敗（依り代を決めずに霊眠させてしまった）したため、天の邪鬼が封じられることとなった。
最終話にて、カーヤの肉体が逢魔に攻撃され、瀕死になったことを言い訳に、天の邪鬼はカーヤの体から抜け出し、逢魔を抑え、その後、普通の猫に戻った。

### その他の登場人物
宮ノ下 佳耶子（みやのした かやこ）
声 - 三石琴乃
さつき・敬一郎の母。旧姓は神山。桃子曰く「強い人」。桃子と同様、霊感が強かった。現在は故人。
さつきたちの通っている小学校の卒業生で礼一郎とは元同級生。作中に登場する「オバケ日記」は彼女が小学生の時に書いたものである。
亡くなってからすでに2年が経過しているが、未だに成仏しきっていないようで、たびたび桃子の体を借りてさつきらを助けている。
さつきの料理は佳耶子の直伝（作中では礼一郎が餃子の味がそっくりになったと発言している）。
子供の頃は黒髪でさつきに瓜二つだが、成人後の写真や回想では茶髪である。
宮ノ下 礼一郎（みやのした れいいちろう）
声 - 室園丈裕／阪口大助（少年時代）
さつき・敬一郎の父。職業は公務員。土木建築関係に従事している（役所の土木課）。
穏やかな人柄で声を荒らげることはない。
枕元に立った佳耶子との約束を守るため、異勤願いを出して天の川町に引っ越してきた（総集編にて紹介）。
佳耶子とは小学生時の同級生。さつきの通っている学校の卒業生でもある。
28年前、小学生時に佳耶子にプレゼントしたオルゴールを今も大切に持ち続けている。
お化けについての認識は他の大人と同様、「否定はしないが、信じもしないタイプ」。このためババサレは見えていないが、メリーさんの人形の呪いの対象にされたことがあるほか、うつしみに操られている。自分と佳耶子をさつきとハジメに重ねており、2人を暖かい目で見守っている。
坂田（さかた）
声 - 青山穣
5年3組担任。
お化けの類は信じていないようで、赤紙青紙にトイレに引きずり込まれても生徒の悪戯だと思い込んでいた。が、メリー人形に対するさつきと敬一郎の気持ちは否定しなかった。
松嶋先生に気があるのかどうかは不明だが、美人には弱い。
校舎や備品が壊れると「校長先生に叱られている」らしい。
松嶋（まつしま）
声 - 深水由美
1年2組担任。放送部の顧問でもある。
温厚な人柄だが、いざという時にはハンマーを振り回すほどのパワーを秘めている。
作中、さつきたちの周りの大人では唯一お化けの存在を認めた。
岡部（おかべ）
声 - 斎賀みつき
音楽担当教師。
第4話でさつきがハジメを廊下を走って追いかけていたところを呼び止め、注意する。その際、ハジメが隙を見て逃げたため、さつきが旧校舎の音楽室への荷物運びを手伝わされるハメになった。旧校舎前の中庭でバケツを蹴って遊んでいた男子生徒たちを追いかけて注意するため、さつきに先に音楽室に行くように指示していた。
規則にはかなり厳しく、廊下を走ったさつきが「ごめんなさい」と謝罪した際には「素直でよろしい。でも、ごめんで済んだら警察は要らないのよ」と言い返していた（さつきは「なんて身も蓋もない言い方」と心の中で呟いていた）。
校長
声 - 楠見尚己
大柄でしゃべりが豪快。レオを片手で持ち上げられるほどのパワフルな先生。
生徒の主張にはきちんと耳を傾けてくれるようで、第5話では運動会を中止せずに実施してくれた。
学校のどこかが壊れると「坂田先生を叱る」らしい。
今井 澪（いまい みお）
声 - 中山真奈美
さつきらのクラスメイト。校内の飼育委員。
物静かで誰にも心を開きたがらない内気な性格。友人がおらず、唯一の友だちは校内で飼育しているうさぎのシロタビ。
シロタビが死んだ時には後追い自殺まで考えていたらしく、第9話で死者復活の儀式でシロタビを蘇らせてしまう。シロタビが凶暴化して自分たちに襲いかかってもなかなか霊眠に踏み切れずにいたが、最後はさつきの説得でシロタビを霊眠させた。
気を利かせた坂田先生が新たに連れてきたシロタビの子供たちの世話を焼くと、表情も明るくなっていた。
清原 美園（きよはら みその）
声 - 半場友恵
さつきらのクラスメイト。胸に「CA」と書かれた服を着ている。おかっぱ頭。
自分で試してもいない呪いを友達に薦め、成功してから試す、というちゃっかりした性格。
あやが消えた後はしのぶにつっかかっており、芯はしっかりしている模様。
高橋 ともみ（たかはし ともみ）
声 - 折笠富美子
さつきらのクラスメイト。髪型はポニーテール。胸にチューリップらしき絵が描かれた服を着ている。
美園とあやの友だち。
江藤 あや（えとう あや）
声 - 浅井清己
さつきらのクラスメイト。ピンクのストライプの服を着ている少女（第2話以外）。学級委員を務める。
学芸会の時には衣装を着て舞台袖におり、劇終了後には坂田先生と舞台の中央に来ていた。
松田 しのぶ（まつだ しのぶ）
声 - 川村万梨阿
さつきらのクラスメイト。占いや呪いに詳しい。時折冷たい雰囲気を醸し出す。
28年前、同姓同名の生徒が旧校舎の教室で目撃されたのを最後に行方不明になっている。正体は、28年前に呪いの儀式で召喚した闇目に取り憑かれた女子生徒の成れの果てであった。
渡辺 みゆき（わたなべ みゆき）
声 - 坂本真綾
さつきの従姉妹。雪国の田舎で、家が旅館を経営している。
白金ゆき（血染め湖の亡霊）に騙され、さつきらは彼女が亡霊だと思い込まされていた。
さつき・敬一郎の祖父
声 - 塚田正昭
ハジメの母
声 - 滝沢久美子
レオの父
声 - 中嶋聡彦
カメラマン。
レオの母
声 - 堀越真己
第7回では最初にうつしみと入れ替わっていた。
桃子の父
声 - 森田順平
レストランを経営している。
桃子の母
声 - 渡辺美佐
職業は弁護士。
ドライバー
声 - 関智一
首なしライダーの命日にドライブしていた男性。不運にも首なしライダーと遭遇してしまい、山の上にあった鉄板がカッターのように落下。その時点では車の屋根が破損しただけで済んだが、恐怖のあまり完全に錯乱状態となり、「首を隠さなければ」と何度も叫び、自分の首をナイフで切り裂いて意識不明の重体となった。最終的な生死は明らかにされていない。

### お化け・幽霊
下記の霊のほとんどはかつて佳耶子によって一度は霊眠（れいみん）させられた。一度霊眠させられたお化けは、一部の例外を除いて依り代となった物が破壊されるなどしないかぎり蘇ることはない。作中では、町の開発に伴って霊眠場所だった神木や結界が破られたことで復活している。
天の邪鬼
声 - 中尾隆聖
人間の恐怖心を栄養とするお化け。
最初は小人程度のサイズだが、恐怖心を吸収することで徐々に巨大化していく。霊眠場所であった裏山の大楠木が宅地開発で切り倒されたことにより復活。
佳耶子に霊眠させられた恨みからさつきらに襲い掛かったが、「オバケ日記」を手に入れたさつきらにより霊眠させられる。ところが、この時に霊眠に必要な依り代が無かった（決めていなかった）ため、身近にいたカーヤの肉体に封じ込められてしまい、以降、さつきの家でカーヤとして暮らすこととなる。自らを「大妖怪、天邪鬼様」と呼ぶなど、一定のプライドを持っているだけあり、おばけに関する知識や、状況判断力、的確な指摘や指示など、大妖怪に相応しいものといえる。
カーヤに霊眠された直後はさつきを転ばせる程度の霊力を使うことが可能であったことに加え、人間に対する復讐心があったので、事件が起きるたびに疑われていたが、当人は猫になってからは嫌味（しかも言動はやや筋が通っている）を言うだけで悪さは全くと言っていいほどしていない。
第4話では、保身のため（くたべによる劇のセリフが実現してしまうと、人間と自身を含むお化け全てが消滅してしまう状況だった）、止むを得ずさつきらに協力してからは疑われることもほとんどなくなり、なし崩し的に味方をするようになっていき、敬一郎とは行動をともにするようになる（彼が危機に陥ったときには1番に救出に駆け付け、第12話では佳那子が入院していた病院に彼に連れられる形で訪れている）。
第12話ではさつきらのことを「気に入っている」などと独り言を言っている。が、天の邪鬼らしく、第18話では放送室の茜さんの霊眠方法をギリギリまで伝えずにいた（一歩間違えると見殺しになってしまうが、本気だったのかどうかは曖昧で、結局は力を貸した形になっている）。
回を重ねるたび、ソファの上で寝る・ベランダで日向ぼっこする・寝起きには伸びをする・餌をねだる（しかも好物は魚）と、猫の本能に負けてしまっている。
さつきらのピンチを救ったときには「お前らがやられると、自分にとっても都合が悪い」「さつきたちの恐怖が自分の栄養なので彼女たちを助けている」とぶっきらぼうに語るのがパターンであるが、この変化が最終話で重要な鍵となる。
最終話での逢魔との戦いでは、死闘の末、逢魔とともに姿を消す。霊眠したかと思われたが、敬一郎との約束を守り、佳耶子の法事に水仙の花を置きに現れ、笑い声とともにどこかへと去っていった。
カーヤの肉体に封印され続けていたため、本来の姿で登場したのは第1話と最終話のみ。
トイレの花子さん
声 - 川澄綾子
第1話から複数回にわたって登場。
学校の怪談や都市伝説ではポピュラーな少女の霊。
本作では人を驚かせて遊んでいる程度で、実害は加えない。オバケとしてはあまり強い立場にはおらず、第2回では赤紙青紙に棲み処としていた旧校舎のトイレを追われてしまう（トイレに入ったさつきたちには｢入っちゃダメ…｣と警告で呟いている）。
普段は大人しく無表情だが、赤紙青紙事件が解決した後には喜んでいた。
ダビンチの回では、人面犬や金次郎らとさつきたちの霊眠に協力した。
人面犬
第1話などに登場。
学校の怪談や都市伝説ではポピュラーな存在。人の顔をし、人語をしゃべる犬。トイレの花子さんなどと同様に実害はなく、旧校舎を徘徊しているだけ。
二宮金次郎像
声 - 半場友恵
第1話などに登場。
学校の怪談や都市伝説ではポピュラーな霊。
さつきたちに危害を及ぼしたことはなく、像になっても読書が好きな様子で、旧校舎の図書室で本を借りていた。
テケテケ
第1話に登場。
花子さんらと同じく、学校の怪談や都市伝説ではポピュラーなオバケ。
本作では鎌と大バサミを装備しており、ボロ布で体を覆った青い坊主頭の大きな姿をしている。空中浮遊し、人間を追い掛け回すが、伏せればそのまま通過していく。
最終回では逢魔に操られていた。
人体模型
第2話などに登場。
トイレの花子さんと同様に学校の怪談や都市伝説ではポピュラーなオバケ。
花子さんらと同様で、本作では驚かせるだけで、実害は加えない。バラバラにされても修復可能である。
赤紙青紙
声 - 広瀬正志
第2話に登場。
旧校舎の便器に潜み、「赤い紙」か「青い紙」かを問う。どちらを答えても悲惨な目に遭い、答えない場合はトイレに引きずり込まれ、それ以外の色を答えた場合は異世界に連れて行かれて2度と戻れない。
花子さんのねぐらを奪ってしまったため、花子さんが助けを求めていた。
霊眠方法は、壺またはビンなどに鳥居のマークを描き、呼び水を中に入れて「ご不浄をお借りします」と何度も唱えることである。1度はさつきに霊眠させられるが、最終話で逢魔の力で復活する。
くたべ
第3話に登場。
階段の4段目を棲家とし、そこでしゃべった内容を現実に起こすオバケ。
特に恨みや妬みなど、負の感情に対して強い反応を示す。狐火の姿をしており、実体はない。
学芸会が行われる時期に土地の再開発によって霊眠が解けてしまい、演劇中の「人間もオバケも全て消滅する」というセリフを現実に引き起こそうとしていたが、さつきらが間一髪で霊眠させたため、事なきを得た。
ピアノお化け
声 - 小杉十郎太
第4話に登場。
ベートーヴェンの『エリーゼのために』を対象者に聴かせ、全てを聴き終えた者を死に至らしめるお化け。
本体はピアノではなくベートーヴェンの肖像画で、姿もベートーヴェンを真似た姿をしている。
ピアノに限らず、テレビやラジカセなどの音が出る物があればどこからでも演奏を聴かせられ、たとえ逃げ出してもピアノがどこまでも追いかけてきて演奏を聴かせる。
さつきに最後の1音を聞かせる寸前に、桃子に憑依した佳耶子によってメトロノームに霊眠させられた。
佳耶子が子供の頃はいなかったらしく、「オバケ日記」にはその存在や霊眠方法は書かれていなかった。
最終話では逢魔の力で復活し、数秒間だけ登場。
だっと
声 - 矢島晶子
第5話に登場。
運動会の直前に事故死した少年の霊が強い無念から妖怪化したもの。走る者を憎み、生前の「速く走りたい」という想いから、巨大な鎌を用いて人間の足を狩る。
最初に現れた時には生前と思しき少年の姿をしていたが、敬一郎に襲い掛かろうとした際には大きな黒い兎のような正体を現している。
さつきたちを用具庫に閉じ込め、その隙にレースに出場した敬一郎の足を奪おうとしたが、彼の純粋さに触れたことで、自分はただ走りたかっただけだということに気づいて改心し、自ら霊眠した。
最終話では逢魔の力で復活し、数秒間だけ正体のまま登場。
ババサレ
第6話に登場。
黒いマントを羽織り、柄の長い鎌を持った長身の老婆のような容姿をしている。子供が1人で留守にしている家に行って襲う（殺傷能力はなく、精神的な恐怖を与える）。また、ずる賢く、声色を変えて相手を欺き、襲いかかる。
結界があれば「ババサレ」と3回続けて唱えると霊眠するが、街の宅地開発によって結界が消えてしまい、日記に書かれている方法では霊眠させられなくなっていた。唯一の弱点は熱湯をかけられると一時的に消滅すること。
元々は子供の恐怖心に付け込んでくるお化けで、お化けを怖いと感じない者（＝お化けを見慣れている桃子）・お化けの存在を信じない者（＝大人の礼一郎）には見えない。さつきらに何度も襲い掛かったが、桃子と礼一郎が帰宅すると同時に消え去った。
その後は姿を現さなくなったが霊眠したわけではなく、最終回で逢魔の力によって再び出現し、さつきたちに再び襲いかかった。
うつしみ
第7話に登場。
目と鼻がない幽霊のような姿をした、鏡の中に潜むお化け。鏡に映った人間と入れ替わり、本物を鏡の中に閉じ込めてしまう。
入れ替わったうつしみは外見や声が本物とそっくりだが、全員眼鏡をかけ、服の柄や文字が左右反転しているのが特徴。
眼鏡の方が本体のようで眼鏡を外すとのっぺらぼうの顔になり、レンズを砕かれるともだえ苦しむ（が、霊眠するわけではない）。閉じ込められた人間を助けようとして鏡を破壊すると、鏡に閉じ込められた中の人間も砕けて死んでしまう。さつきとハジメ以外の殆どの人々がうつしみと入れ替わると、レオと入れ替わっていたうつしみが親玉のように描かれていた。
霊眠方法は合わせ鏡の結界を作ること。作中では旧校舎の大鏡とさつきが持っていた佳耶子の形見のコンパクトによって結界が作られ、霊眠させられた。しかし天の邪鬼は「鏡の中にはすでにうつしみの世界が完成している」ともとれる意味深な言葉を残している。
最終回では逢魔の力で復活し、数秒間だけ登場。
黄泉路の鬼
声 - 西村知道（鬼の姿）／菊池志穂（少女の姿）
第8話に登場。
三途の川に住むお化け。佳耶子の時代には暗い夜道などで迷った子供を襲っていたらしい。
現在はネット上で「黄泉ネット」というWebページを開き、そこに辿り着いた者を三途の川へと引きずり込んでおり、さつき曰く「最近は夜道も明るくて道に迷う子供もいないから、ネットの中に引っ越したのでは」。
霊眠方法は存在せず、生還方法しかない。方法としては咒文の書かれた専用の御札を掲げて「帰りたい」と強く念じること。作中では「オバケ日記」にあった御札の絵柄を桃子にスキャンしてもらい、一か八か、メールの要領で送信してレオに届け、レオが「お願いです、帰してください！」と唱えて無事に生還できた。
シロタビ
第9話に登場。
正体は天の川小学校で飼われていた普通のウサギ。物語の1年前に死んでいる。
シロタビが唯一無二の親友だった今井澪が死を受け入れられず、蘇りの儀式によって蘇らせてしまった。復活したシロタビは夜になると巨大化・凶暴化しており、狼のような姿で無差別に人や動物を襲っていた。
霊眠方法は、蘇らせた本人が蘇らせた時と同じ呪文を唱えて死者そっくりの人形を投げつけること（呪文は「アラマクダバラハミラバリラサ」）。澪は唯一の親友であることもあり、霊眠にとても躊躇していたが、さつきたちが危機に陥ると涙ながらに霊眠を実行した。
最終回では逢魔の力により復活し、凶暴化した姿で数秒間だけ登場。
穴まねき
第10話に登場。
トンネルの中などの暗くジメジメした空間を好み（天の邪鬼が作中に語っている）偶然或いは事故などで死亡し、その最初に死んだ人間の霊が穴まねきによって成仏できず、負の連鎖のように次々と犠牲者を様々な方法で誘い込み、犠牲者が増える毎に成仏できなかった霊たちは更に強力な悪霊になってしまう。迷い込んだ人間たちに対し、トンネル内の霊たちの生前の記憶（作中ではタクシー運転手やその家族の記憶が登場）を見せつけ、気力を吸い取る。
かつて、佳耶子も霊眠を試みたが、強力なまでに成長した悪霊の霊眠方法は見つけられずに逆に引きずり込まれそうになって逃げ出すのが精一杯であった。そのため、その日の「オバケ日記」にも自分を含めて知らない誰かも決して近づかないように、と願い事を書くしか方法がなかった。佳耶子がテレパシーで桃子に伝えたところによると、取り込まれそうになったときには自分の名前が書かれた墓石を壊すイメージをすると良いようだが、これは一時しのぎに過ぎず、すぐさま引き込まれた霊たちが襲ってくるため、根本解決ではない。
作中では狸穴トンネルに巣食い、さつきらを誘い出す方法として過去にそのトンネルで亡くなったタクシー運転手を使った。
タクシー運転手の霊
声 - 野沢那智
第10話に登場。
トンネルの中で事故死した霊で本名は不明。生前は土砂降りで雷も酷い中、娘・かずみの誕生日のために一刻も早く帰ってお祝いをしてあげたかった優しい父親で、穴まねきに誘い込まれた犠牲者だった（その時のタクシーの残骸は今でも残っている。穴まねきは、焦りや悲しみ等、心に隙きのある人間を誘い込むと考えられ、帰宅途中の彼は焦燥していた心につけこまれた可能性が高い）。
娘の誕生日を祝えず、さらに娘が自分の為に手作りしてまでくれた大事な御守りを持ってして死んでしまったことで自責の念に駆られ、この世に留まって穴まねきの一部と化していて、トンネルの外にいたさつきらをタクシーに乗せて連れ込んだ。しかし本来は悪い霊ではなく、穴まねきの意志に引っ張られてしまっていた。そのため、物語終盤に元の優しい娘思いの性格に戻り、トンネルに迷い込んださつきらをトンネルから脱出させた。
物語最終盤、彼の娘と思われる女性が御参りのために来た際、さつきたちとすれ違って道を尋ねるシーンがあった（彼の好物と見られるみかんを供え物に持っていた）。
「天の川タクシー」の元社員。ダットサン・ブルーバード410型(1964年9月～1965年5月製造分)のタクシーを運転していた。
メリーさん
声 - 小桜エツ子
第11話に登場。
ゴミ捨て場に捨てられていた西洋人形。少女の容姿をしている。
敬一郎がゴミ捨て場で見つけたメリーさんを気に入ったことで、さつきの家に現れた。しかし、さつきが捨てるように言ったことを恨みに持ち、何度も電話をかけて礼一郎にも危害を加えた。相談を受けた坂田先生によって人形寺に預けられるが、同じく預けられていた他の人形たちの影を操ってさつきに襲いかかり、紐で羽交い締めにした挙げ句「髪を引っこ抜く」「首を引っこ抜く」などの拷問を加えて殺害しようとする。
しかし本来は悪いお化けではなかったらしく、さつきが落としたハンカチを見て彼女が自分の顔の汚れを拭き取ってくれたことを思い出し、そのハンカチと引き換えにさつきへの拷問を思いとどまり、どこかへと去っていった。また、桃子にも電話をかけて「さつきちゃんと遊ぶ」と伝えていたらしく、本当は、ただ遊びたかっただけかもしれないと推測された。最後の場面では、付近にいた天邪鬼と二人きりで話している。
呪いの看護婦
第12話に登場。
血の気の引いた顔で冷たい目付きをした看護婦のお化け。「看護婦が訪れた病室の患者は必ず急死する」という都市伝説があるらしく、患者の魂を奪う死神の一種と思われていたが、実際には最期が近い患者の元を訪れて悔いが残らぬように患者にそのことを伝えていただけで、悪さをするお化けではなかった。
かつては佳耶子も自分の死が近いことを告げられ、家族に宛てた手紙を残し、その手紙が家族に渡らなかったため、代わりに渡すため敬一郎の前に現れた。そして駆けつけたさつきの目の前で敬一郎に手紙を渡すと、本来の優しい笑みを見せて自ら霊眠した。
霊眠方法は「患者はもう治りました」と唱えることとされていたが、前述の通り噂されている「呪いの看護婦」ではなかったため、全くのでたらめである。霊眠する前までの表情は噂に言われていたように非常に恐ろしく、敬一郎から恐れられても致し方無い描かれ方である。
ダビンチ
声 - 速水奨
第13話に登場。
レオナルド・ダ・ヴィンチに憧れた美術教師が自殺し、悪霊化したもの。ベレー帽を被った骸骨の姿をしている。
「美しいもの（特に美少女）」を何よりも愛し、それを絵に描くことを喜びを感じる。ダビンチの絵のモデルにされた者は、絵が完成すると絵に魂を吸い込まれ、2度と戻ってくることはできない。また人間のみならず、お化けもモデルにされてしまうと戻ってこられないらしく、ほかのお化けたちからも恐れられている。炎や煙が弱点で、線香の煙を浴びせながら「ダ・ヴィンチは絵の中で微笑め」と唱えることで霊眠する。
絵を通して時代を越える能力を持っており、さつきの絵を通して28年前（佳耶子がダビンチを霊眠させた時代）へと逃げ込んだが、最後は佳耶子によって霊眠させられた。
最終話では逢魔の力で復活し、数秒間だけ登場。
しづ子
声 - 野上ゆかな
第14話に登場。
3年前に踏切の前で轢き逃げ事故で死亡した地縛霊。レオが桃子を撮った写真に偶然写り、桃子を道連れにしようとしていた。
事故の衝撃で紛失した婚約指輪が未練となっており、レオの必死の呼びかけとさつきらが指輪を発見したことで桃子からは手を引く。代わりに積年の復讐として自分を轢き殺した「天の川タクシー」の運転手・滝沢（声：立木文彦）を襲い、タクシーもろともどこかへと消えていった。
闇目（やみめ） / 松田 しのぶ（まつだ しのぶ）
声 - 川村万梨阿
第15話に登場。
厳密にはオバケではなく、異世界の魔物。作中では、28年前、6年4組の松田しのぶという女子児童が、おまじないで闇目を呼び出し憑依されてしまったのが事の発端。1度憑依された人間は2度と元に戻すことはできず憑依された本人ごと霊眠することとなる。28年前の姿でさつきらに近づいて「願いを叶えるおまじない」と偽って「血の契約」を結ばせる（儀式の呪文には、光を忌み闇を称える内容が含まれている）。
契約させた少女らに恐怖心を与え、「契約を解除する方法」と偽って己の存在を抹消させる「闇の儀式」を教えて存在を抹消させてしまうのが手口。方法は午前2時に玄関の外で2つの勾玉を打ち鳴らし、呪文を唱えること。
正体（本体）は松田しのぶの口から飛び出している大きな目玉。憑依された人間の肌は紫色に変色し、白目が黒く染まり、黒目が黄色に光る禍々しい姿になる。変貌後は金縛りで相手の動きを封じ、自由自在に伸びる両腕で襲い掛かってくる。太陽の光やカメラのフラッシュが弱点。加えて、霊眠の際には赤い紐で身体の自由を奪う必要がある。
さつきは赤い紐を鏡に描いた赤いペンで代用。闇目に見せつけて一時的に動けなくし、何とか突破した闇目にカメラのフラッシュを浴びせて霊眠させた。霊眠後、さつきと天の邪鬼以外の全ての人からしのぶの存在の記憶が消えてしまっていた。
作中で天の邪鬼が「やばい」と評したほどの強力な存在である。最終回では逢魔の力により復活し、正体のまま数秒間だけ登場。
巣魔（そうま）
第16話に登場。
地脈の乱れによって現れるオバケ。作中では地脈の通り道に団地を建ててしまったために現れた。
本体は大木の姿をしており、地脈の中心に根を張っている。取り込んだ人間やマネキン人形を操って襲ってくる。
依り代を見つけて「地脈に巣食う負の力よ。大地の精霊に代わり、地への帰還を命ずる。巣魔、封印」と唱えると霊眠するが、一時しのぎに過ぎず、地脈の乱れを修復しない限り何度でも現れる。そのため、騒動の終結後に団地は破壊された。
オバケ団地にいた男性
声 - 飯塚昭三
第16話でオバケ団地に入ろうとしていたさつきたちを制止した、作業服を着た中年男性。オバケ団地に入ったさつきらの前にも現れ、団地の正体が巣魔であることを教えた。
実はオバケ団地を建てた張本人であり、巣魔の犠牲となった者の1人でもあった。最後は巣魔を霊眠させるため、自らが依り代となって霊眠する。
オバケ団地にいた女性
オバケ団地にいた女性。
巣魔の一部。団地から飛び降りる姿を見せることで人々を誘き寄せる。
オバケ団地にいた老人
声 - 塚田正昭
オバケ団地の一室にいた老人。
巣魔の一部。「死にたい奴はどんどん死ねばいい」などと言っていた。
白金 ゆき（しろがね ゆき） / 血染め湖の亡霊
声 - 川田妙子
第17話に登場。
さつきの遠い親戚が経営している旅館で出会った少女。
正体は40年前に血染め湖に落ちて溺死した旅館の仲居の娘。さつきらには旅館の娘・美雪の妹と名乗って美雪を幽霊に仕立て上げ、霊眠の呪文を唱えさせるが、ハジメが見た新聞記事に載っていた当時10歳の写真の姿のままだったために見破られた。
正体が発覚すると逆上して悪霊（雪女）と化し、｢1人では寂しいから」という身勝手な理由で美雪を道連れにしようとするが、さつきらによって霊眠させられた。霊眠方法はゆきが「美雪を霊眠する方法」として教えたものとほぼ同じで、霊眠する者が手を繋いで輪を作り、霊眠対象の写真を取り囲んだうえで「ゆきと共に逝き、ゆきと共に逝く」と唱えること。
放送室の茜さん
声 - 緒方恵美
第18話に登場。
旧校舎の放送室で心臓発作で死亡した茜という女生徒が悪霊化したもの。
生前は責任感が強かったらしく、放送を最後まで遂げられなかったことが未練で、道連れを求めていた。放送を聞いてしまった人は日没とともに死んでしまう。
旧校舎の放送室にあるマイクに霊眠させられていたが、腐って折れてしまったために霊眠が解けてしまった。霊眠が解けた直後は実力を発揮できなかったため、放送を聞いてしまった放送係の児童は高熱程度の症状で済んだが、完全復活した時には「放送は邪魔させない」と言い放ち、放送を臨時で行っていたさつきや松嶋先生たち全員を道連れにしようとした。
「4」（＝「死」）という言葉を嫌っており、日没までのカウントダウンでも「4」のつく数字は口にせず飛ばす。それを逆手に取り、何度も「4」と唱えると霊眠するが、はじめたちは鉄琴で放送を強制終了させれば呪いを発揮できないと考えた。
復活後は放送を流しつつ自身はさつきに襲いかかり、首を絞めあげて息の根を止めようとする。が、ギリギリで弱点に気づいたさつきに「4」を連呼され、もだえ苦しんで霊眠寸前に陥る。その上、はじめが鉄琴で放送を強制終了させたため、放送を終了できなかったという未練が完全に無くなり、霊眠ではなく成仏した。さつきが初めて自力で霊眠させる方法を見つけた霊である。
逢魔（おうま）
声 - 大塚明夫
最終話に登場。本作のラスボスにあたる。
作中でトップクラスの強大な力を持つ怨霊の類。通常のオバケは依り代が破壊されない限り霊眠が解けることはないが、逢魔だけは、霊眠させられた状態で力を蓄え、自ら復活できる。周囲の人間のみならず、霊眠させられたオバケを復活させ、自在に操る能力に長けている。
逢魔との戦いは、神山家に先祖代々引き継がれる「最大の試練」とされ、佳耶子を初めとする歴代の神山家に霊眠させられた積年の恨みを晴らすべく、さつきと敬一郎を旧校舎へと誘い込み、ハジメたちもろとも始末しようとした。
霊眠場所として「鐘」を用意し、松明の炎で囲み、自分の霊力全てを媒体にして「怨念に生きる悪霊よ、眠れ」と唱えると霊眠するが、さつきは霊力が乏しく思うようにいかず、圧倒されるばかりだった。しかし彼らを守るため飛びかかったカーヤの肉体を傷つけたため天の邪鬼の復活を許してしまい、彼ともみ合いになっている隙に佳耶子の霊力が宿ったオバケ日記の助力を得たさつきたちによって、旧校舎の時計塔の鐘に再び霊眠させられた。
首なしライダー
声 - 高木渉
旧校舎をバイクで徘徊する特攻服の首なしライダー。13年前に海に落ちて亡くなった暴走族が悪霊と化したもの。第1話でゲスト出演しており、特番の回でさつきたちと敵対する。
自分の命日に自分を見た人間の首を自分の首代わりに奪っていく悪霊として描かれた。マフラーを首に巻いていると襲われない。なお、佳耶子が小学生だった頃には首なしライダーは存在していなかったが、その代わりに「首なし馬」が存在していたようである。首なし霊系統はかなり強力な力を持っており、たとえ霊眠させても暫くは力が衰えず、霊眠させた媒体等の内側から這い出そうとする。
作中では霊眠媒体である人形の頭をトタン屋根を使って操り、飛来させて鋭いトタンの断面を使い真っ二つにして這い出てしまった。人形の生首に霊眠させられるが、最後は霊眠させた人形を突き破って、夜の街へと消えていった。セリフはラストの「見たなぁ？」の一言のみ。
口裂け女
声 - 川村万梨阿
未放送となった「あたしきれい？ 口裂け女」（後述）に登場する予定だったオバケ。学校の怪談や都市伝説ではポピュラーな部類。
該当話数自体が公開されなかったため、詳しい設定などは不明。

## スタッフ
- 原案 - 『学校の怪談』常光徹（講談社KK文庫）
- 監督・音響監督 - 阿部記之
- シリーズ構成 - 橋本裕志
- キャラクターデザイン - 大西雅也
- サブキャラクターデザイン - 北山真理
- 美術監督 - 高田茂祝
- カラーデザイン - 上谷秀夫
- 撮影 - T2studio
- テクニカルディレクター - 高橋賢太郎
- デジタル撮影監督 - 福島敏行
- 編集 - 植松淳一
- 音響効果 - 武藤晶子
- 音楽 - 和田薫
- プロデューサー - 中村百合子、勝股英夫、萩野賢
- 製作 - フジテレビ、SPE・ビジュアルワークス、スタジオぴえろ

## 主題歌
「グロウアップ」
Hysteric Blueによるオープニングテーマ。作詞・作曲はたくや、編曲は佐久間正英とHysteric Blue。
「Sexy Sexy,」
CASCADEによるエンディングテーマ。作詞はMASASHIとTAMA、作曲はMASASHI、編曲はCASCADEと久保こーじ。

## 各話リスト
| 話数   | サブタイトル                            | 脚本           | 絵コンテ       | 演出     | 作画監督       | 放送日          |
| ------ | --------------------------------------- | -------------- | -------------- | -------- | -------------- | --------------- |
| 第1話  | 今夜霊達が甦る!! 天の邪鬼               | 橋本裕志       | 阿部記之       | 阿部記之 | 宇佐美皓一     | 2000年 10月22日 |
| 第2話  | トイレから手首が… 赤紙青紙              | 山口亮太       | 影山楙倫       | 影山楙倫 | 柳野龍男       | 10月29日        |
| 第3話  | 開演!! 呪いの学芸会 くたべ!!            | 橋本裕志       | 榎本明広       | 榎本明広 | 河村明夫       | 11月12日        |
| 第4話  | 死者からの鎮魂歌（レクイエム） エリーゼ | 大和屋暁       | 小柴純弥       | 石堂宏之 | ふかざわまなぶ | 11月19日        |
| 第5話  | 血塗られた体育祭 だっと!!               | 中弘子         | 影山楙倫       | 松浦錠平 | 高木信一郎     | 11月26日        |
| 第6話  | 扉を裂く悪魔の手 惨劇の夜               | 十川誠志       | 林有紀         | 林有紀   | 本橋秀之       | 12月3日         |
| 第7話  | 鏡に盗まれた魂!! うつしみ               | 山口亮太       | うえだひでひと | 畠山茂樹 | 宇佐美皓一     | 12月10日        |
| 第8話  | 地獄へと続く回路 黄泉の鬼               | 大和屋暁       | 榎本明広       | 榎本明広 | 中森良治       | 12月17日        |
| 第9話  | 夜をさまよう死体 シロタビ               | 中弘子         | 影山楙倫       | 影山楙倫 | 柳野龍男       | 12月24日        |
| 第10話 | 出口なきトンネル 穴まねき               | 十川誠志       | 西澤晋         | 林有紀   | 本橋秀之       | 2001年 1月14日  |
| 第11話 | 話すメリー人形 恐怖の影                 | 山口亮太       | 畠山茂樹       | 畠山茂樹 | かわむらあきお | 1月21日         |
| 第12話 | 死を告げる看護婦 母の想い               | 十川誠志       | 小柴純弥       | 小柴純弥 | ふかざわまなぶ | 1月28日         |
| 第13話 | 人を飲み込む絵画 ダビンチ               | 橋本裕志       | 阿部記之       | 松浦錠平 | 高木信一郎     | 2月4日          |
| 第14話 | 命を奪う心霊写真 魔の踏切               | 山口亮太       | 榎本明広       | 榎本明広 | 中森良治       | 2月11日         |
| 第15話 | 悪魔のおまじない 闇の儀式               | 大和屋暁       | うえだひでひと | 石堂宏之 | 宇佐美皓一     | 2月18日         |
| 第16話 | 人を喰らう団地!! 悪霊の巣               | 大和屋暁       | 林有紀         | 林有紀   | 本橋秀之       | 2月25日         |
| 第17話 | 血染め湖の恐怖!! 雪の亡霊               | 中弘子         | 影山楙倫       | 岩永彰   | 柳野龍男       | 3月4日          |
| 第18話 | 放送室の茜さん!! 死者の声               | 十川誠志       | 下田正美       | 小柴純弥 | 千葉道徳       | 3月11日         |
| 第19話 | 首なしライダー!! 死の呪い               | うえだひでひと | 畠山茂樹       | 畠山茂樹 | 大西雅也       | 8月24日         |
| 第20話 | さらば天の邪鬼 逢魔降臨                 | 橋本裕志       | 阿部記之       | 阿部記之 | ふかざわまなぶ | 3月25日         |

総集編
- 「特別編!! 霊眠の恐怖」(2000年11月5日放送)
- 「お化け大集合」(2001年1月3日放送)

### 欠番
2000年11月5日に第3話「あたし、きれい? 口裂け女」の放送が予定されていたが、放送前に口唇口蓋裂症の障害者団体から抗議を受け、放送当日は第1話・第2話の総集編「特別編!! 霊眠の恐怖」を放送する措置が採られた。主に封印作品は公開後に問題が発覚した後に封印指定される例が大半だが、今回の事例は次回予告を放送した時点で放送中止となったことで当話が視聴者の目に触れたことは一切なく、詳細なシナリオなどは明らかになっていない。
その後も当話及び前話での次回予告は映像ソフトに収録されず、事実上の封印作品となっている（口裂け女自体はED映像に登場している）。また、制作作業はダビング（音入れ）を前に中断されたため、完パケ（完成作品）には至っておらず、再公開は不可能な状態である。
| 当初の話数 | サブタイトル             | 脚本     | 絵コンテ | 演出     | 作画監督 | 当初の放送予定 |
| ---------- | ------------------------ | -------- | -------- | -------- | -------- | -------------- |
| 第3話      | あたし、きれい? 口裂け女 | 十川誠志 | 畠山茂樹 | 畠山茂樹 | 中森良治 | 2000年11月5日  |

## 北米版吹き替え
英題は『GHOST STORIES』。ADV filmsにより、吹き替えが行われた北米版はオリジナルとは違うストーリーで展開されている。ふんだんにスラングや時勢の流行などを盛り込んだ吹き替えは国内版とはまったく異なり、完全なコメディに仕上げられた作品となっている。
このようなアレンジがなされた経緯について北米メディアは、本作が日本において不人気かつ興行的にも失敗に終わった作品であった為、製作費を回収したいアニマックスが僅かな条件のみを提示して、それ以外の事柄には関与しなかった為だと報じている。しかしこれは誤りであり、日本においては平均視聴率：12.2%、最高視聴率：14.0%という高い視聴率を記録しており、2021年にアニメ情報サイト「アニメ！アニメ！」が実施したホラーアニメランキングの投票においても第5位にランクインしているなど、放送から20年近くが経過した後でも根強い人気がある。
なお北米版は、アニメ専門雑誌『Anime Insider』では2006年度のベスト吹替え作品に選ばれた。
2014年3月25日にアメリカのDiscotek Mediaより「Ghost Stories: Complete Collection」が発売された。DVDボックス3枚組仕様で収録されている。
北米ではブルーレイも発売されたが、2023年現在日本版は未発売。

## 放送局
クロスネット局であるテレビ大分とテレビ宮崎を除く系列は放送当時のものである。
| 放送対象地域  | 放送局             | 系列           | 備考   |
| ------------- | ------------------ | -------------- | ------ |
| 関東広域圏    | フジテレビ         | フジテレビ系列 | 制作局 |
| 北海道        | 北海道文化放送     | フジテレビ系列 |        |
| 岩手県        | 岩手めんこいテレビ | フジテレビ系列 |        |
| 宮城県        | 仙台放送           | フジテレビ系列 |        |
| 秋田県        | 秋田テレビ         | フジテレビ系列 |        |
| 山形県        | さくらんぼテレビ   | フジテレビ系列 |        |
| 福島県        | 福島テレビ         | フジテレビ系列 |        |
| 新潟県        | 新潟総合テレビ     | フジテレビ系列 |        |
| 長野県        | 長野放送           | フジテレビ系列 |        |
| 静岡県        | テレビ静岡         | フジテレビ系列 |        |
| 富山県        | 富山テレビ         | フジテレビ系列 |        |
| 石川県        | 石川テレビ         | フジテレビ系列 |        |
| 福井県        | 福井テレビ         | フジテレビ系列 |        |
| 中京広域圏    | 東海テレビ         | フジテレビ系列 |        |
| 近畿広域圏    | 関西テレビ         | フジテレビ系列 |        |
| 島根県 鳥取県 | 山陰中央テレビ     | フジテレビ系列 |        |
| 岡山県 香川県 | 岡山放送           | フジテレビ系列 |        |
| 広島県        | テレビ新広島       | フジテレビ系列 |        |
| 愛媛県        | テレビ愛媛         | フジテレビ系列 |        |
| 高知県        | 高知さんさんテレビ | フジテレビ系列 |        |
| 福岡県        | テレビ西日本       | フジテレビ系列 |        |
| 佐賀県        | サガテレビ         | フジテレビ系列 |        |
| 長崎県        | テレビ長崎         | フジテレビ系列 |        |
| 熊本県        | テレビくまもと     | フジテレビ系列 |        |
| 鹿児島県      | 鹿児島テレビ       | フジテレビ系列 |        |
| 沖縄県        | 沖縄テレビ         | フジテレビ系列 |        |

## 関連商品

### VIDEO
- 学校の怪談 第1巻〜第4巻（2001年6月20日発売）
- 学校の怪談 第5巻〜第7巻（2001年8月1日発売）

### DVD
- 学校の怪談 第1巻〜第4巻（2001年6月20日発売）
- 学校の怪談 第5巻〜第7巻（2001年8月1日発売）
- 学校の怪談 DVDコレクション（2002年12月4日発売）
- 学校の怪談 全7巻（2006年8月23日発売）
- Ghost Stories: Complete Collection（2014年3月25日発売、輸入盤）

### CD

#### シングル
- グロウアップ（2000年10月25日発売）
- Sexy Sexy,（2000年11月16日発売）

#### サウンドトラック
- 学校の怪談 オリジナルサウンドトラック（2001年3月7日発売）